# 杨桩湖
杨桩湖是一个位于中国湖北省鄂州县的湖泊，面积约为7.8平方千米，平均水深约为2—2.5米，蓄水量约为2340万立方米。